# Barabás István (állatorvos)
Barabás István (Bonyhád, 1908. július 27. – Budapest, 1980. március 11.) magyar állatorvos, az állatorvostudományok kandidátusa (1964). Az Állatorvostudományi Egyetem, az Agrártudományi Egyetem (ATE), a mosonmagyaróvári Mezőgazdasági Akadémia és a Mezőgazdasági Mérnöktovábbképző Intézet megbízott előadója.

## Életpályája
Általános és középiskolai tanulmányait szülővárosában végezte el. A budapesti Állatorvosi Főiskola hallgatója volt, ahol 1930-ban állatorvosi diplomát kapott. 1931-ben járványtanból állatorvos-doktori oklevelet szerzett. 1931–1932 között Tolnán magánállatorvos volt. 1932–1937 között Sióagárdon volt magánállatorvos. 1933-ban állatorvosi tiszti vizsgát tett. 1937–1945 között Szekszárdon magánállatorvosként praktizált. 1945–1950 között Tolna megyei központi járási és Szekszárd városi állatorvosként dolgozott. 1950–1951 között a Tolna megyei Tanács Mezőgazdasági Osztályának osztályvezető szakállatorvosa volt. 1951–1954 között a Földművelésügyi Minisztérium Brucella Kísérleti Csoportjának állategészségügyi vezetője volt. 1954–1957 között az Állami Gazdaságok Minisztériumának főállatorvosaként tevékenykedett. 1957–1967 között a Földművelésügyi Minisztérium Állami Gazdaságok Főigazgatóságának főállatorvosa volt. 1960–1963 között az MTA–TMB önálló aspiránsa volt. 1967–1970 között az Állami Gazdaságok Országos Központjának vezető főállatorvosa volt. 1970-ben nyugdíjba vonult.
Fő kutatási területe a brucellózissal fertőzött sertéstenyészetek brucellózis-mentesítése. Tanulmányai agrártudományi szakfolyóiratokban jelentek meg.

## Családja
Szülei Barabás Imre állatorvos és Müller Flóra voltak. Első felesége 1948-tól Ányos Irén operaénekesnő volt, akitől később elvált. Második felesége Puskás Ilona volt.
Sírja a Farkasréti temetőben található (23/1-3-1692).

## Művei
- Cystologiai és serologiai vizsgálatok a baromfityphus ellen vaccinával oltott tyúkoknál. Állatorvos-doktori értekezés. (Budapest, 1931)
- A sertéspestis elleni szimultánoltás módosítása alumínium-hydroxyddal adszorbeált szérum alkalmazásával (MTA Agrártudományok Osztálya Közleményei, 1950)
- Parallergiás jelenség észlelése és magyarázata üszőállomány tuberkulinozásával kapcsolatban (Magyar Állatorvosok Lapja, 1950)
- A szarvasmarha- és sertésbrucellosis elleni védekezés (MTA Biológiai és Agrártudományok Osztálya Közleményei, 1952)
- Miért brucellózis a Bang-féle fertőző elvetélés? (Állami Gazdaságok, 1952)
- A brucellosissal fertőzött sertéstenyészetek brucellosis-mentesítésének szakmai feltételei, különös tekintettel a rejtett fertőzésekre (Magyar Állatorvosok Lapja, 1953)
- A sertésbrucellosis elleni védekezés új iránya (Agrártudomány, 1953)
- A természetszerű állattartás (MTA Agrártudományok Osztálya Közleményei, 1954)
- Új irányelvek a szarvasmarha-gümőkór elleni küzdelemben (Állami Gazdaság, 1960)
- A sertésbrucellózis elleni védekezés új iránya (Agrártudomány, 1963)
- Brucellózissal fertőzött sertéstenyészetek brucellózismentesítése. Kandidátusi értekezés. (Budapest, 1963)

## Díjai, elismerései
- Szocialista Munkáért Érdemérem